# Суперкубок России по футболу среди женщин
Суперкубок России по футболу среди женских команд — трофей, который разыгрывается в середине каждого сезона между чемпионом России прошлого сезона и обладателем Кубка России прошлого сезона.
Если чемпионом и обладателем Кубка является одна и та же команда, то в матче за Суперкубок с чемпионом играет серебряный призёр чемпионата. Розыгрыш трофея проводится Российским футбольным союзом и состоит из одного матча. Впервые трофей был разыгран в марте 2021 года.
Всего Суперкубок выигрывали 3 разные команд, наиболее титулованными из которых являются «Локомотив» и «Зенит» выигравшие в разные годы 2 трофея.
Первым обладателем Суперкубка является московский «Локомотив», текущий обладатель награды — «Зенит», 8 июня 2025 года в Екатеринбурге победивший «Локомотив» со счётом 3:0.

## Розыгрыши
| Год  | Хозяева | Счёт           | Гости | Стадион                      | Город           | Зрители | Главный арбитр         |
| ---- | --- | -------------- | --- | ---------------------------- | --------------- | ------- | ---------------------- |
| 2021 | Локомотив (Москва) (1) · Обладатель Кубка России 2020 · 38′ Фёдорова                                                                                            | 1:0            | ЦСКА (Москва) Победитель Чемпионата России 2020                                                                                      | Нижний Новгород              | Нижний Новгород | 500     | Вера Опейкина          |
| 2022 | Локомотив (Москва) (2) · Победитель Чемпионата России 2021, · Обладатель Кубка России 2021 · 24′ Морина · 65′ Фёдорова                                          | 2:1            | ЦСКА (Москва) · Серебряный призёр Чемпионата России 2021 · 65′ Дамьянович                                                            | Лужники (спортивный городок) | Москва          | 1500    | Анастасия Пустовойтова |
| 2023 | Зенит (Санкт-Петербург) (1) · Победитель Чемпионата России 2022 · 71′ Пантюхина Пенальти: Гживиньска · Лазарева · Якупова · Трофимова · Куропаткина · Пантюхина | 1:1 (пен. 5:4) | ЦСКА (Москва) · Обладатель Кубка России 2022 · 79′ Братко Пенальти: Дамьянович · Смирнова · Черномырдина · Петрова · Онгене · Братко | ВЭБ Арена                    | Москва          | 6300    | Вера Опейкина          |
| 2024 | ЦСКА (Москва) (1) · Обладатель Кубка России 2023 · 81′ Яковлева                                                                                                 | 1:0            | Зенит (Санкт-Петербург) Победитель Чемпионата России 2023                                                                            | Газпром Арена                | Санкт-Петербург | 15000   | Марина Крупская        |
| 2025 | Локомотив (Москва) Обладатель Кубка России 2024 | 0:3            | Зенит (Санкт-Петербург) (2) · Победитель Чемпионата России 2024 · 49′ Кики · 61′ Пантюхина · 89′ Трофимова                           | Екатеринбург Арена           | Екатеринбург    | 9800    | Надежда Горинова       |

## Достижения по клубам
| Клуб                    | Побед          | Поражений            |
| ----------------------- | -------------- | -------------------- |
| Локомотив (Москва)      | (2) 2021, 2022 | (1) 2025             |
| Зенит (Санкт-Петербург) | (2) 2023, 2025 | (1) 2024             |
| ЦСКА (Москва)           | (1) 2024       | (3) 2021, 2022, 2023 |

## Лучшие бомбардиры
| Голов | Игрок               | Годы               | Команда   |
| ----- | ------------------- | ------------------ | --------- |
| 2     | Марина Фёдорова     | 2021 (1), 2022 (1) | Локомотив |
| 2     | Екатерина Пантюхина | 2023 (1), 2025 (1) | Зенит     |